# Епархия Цаочжоу
Епархия Цаочжоу (лат. Dioecesis Zaoceuvensis) — епархия Римско-Католической церкви с центром в городе Хэцзэ, Китай. Епархия Цаочжоу распространяет свою юрисдикцию на часть территории провинции Шаньдун. Епархия Цаочжоу входит в митрополию Цзинаня. Кафедральным собором епархии Цаочжоу является церковь Христа Царя.

## История
12 ноября 1934 года Римский папа Пий XI издал буллу A Romano Pontifice, которой учредил апостольский викариат Цаочжоуфу, выделив его из апостольского викариата Яньчжоуфу (сегодня – Епархия Яньчжоу). Пастырское попечение апостольским викариатом Цаочжоуфу было поручено монахам из монашеского ордена вербистов.
11 апреля 1946 года Римский папа Пий XII издал буллу Quotidie Nos, которой преобразовал апостольский викариат Цаочжоуфу в епархию Цаочжоу.

## Ординарии епархии
- епископ Franz Hoowaarts (12.11.1934 — 24.03.1954);
  - Sede vacante;
- Joseph Wang Dianduo (1996 — 27.06.2004);
  - Sede vacante (с 2004 — по настоящее время).

## Источник
- Annuario Pontificio, Libreria Editrice Vaticana, Città del Vaticano, 2003, ISBN 88-209-7422-3
- Булла A Romano Pontifice, AAS 27 (1935), стр. 362  (лат.)
- Булла Quotidie Nos, AAS 38 (1946), стр. 301  (лат.)